# Lijiang
Lijiang (kineski: 麗江市, pinyin: Lìjiāng Shì) je grad-prefektura u južnoj provinciji Yunnan, Kina. Nalazi se u blizini pokrajine Sechuan, na mjestu gdje se Tibetanska visoravan i Yungui visoravan sastaju. 
Lijiang je stariji od 800 godina i nekada je bio važnom postajom na starom trgovačkom putu čaja. Grad je najslavniji po urednom sustavu kanala i mostova. Njegova originalna i autohtona arhitektura je djelo njegovih stanovnika, naroda Naxi (胖金). Zbog toga je Stari grad Lijiang upisan na UNESCO-ov popis mjesta svjetske baštine u Aziji i Oceaniji od 1997. god. kao "izvrstan primjer starog grada koji se prilagodio neravnom terenu na strateškom trgovačkom putu, i zbog jedinstvene arhitekture koja je djelo ujedinjenja elemenata više kultura tijekom stoljeća".

## Povijest
Područje Lijianga je kontinuirano naseljeno od paleolitika, a tijekom Razdoblja zaraćenih država (475. – 221. pr. Kr.) je u nadležnosti Shu regije države Qin. U zapadnoj i istočnoj Han dinastiji je bio u županiji Suijiu.
U 13. stoljeću, za vrijeme kasnije južne dinastije Song, preci vladajuće obitelji Mu (木氏) preselili su se iz njihova glavnog središta, Baisha u podnožju planine Shizi, u novi grad poznat kao Dayechang (kasnije Dayan), gdje su počeli izgradnju kuća okruženih gradskim zidinama i rovom.
Nakon što Azong Aliang prenosi vlast 1250ih na cara Yuan Hubiliea, Dayechang je postao administrativno središte. Lijiang Junmin prefektura je osnovana kad je u regiji na vlast došla dinastija Ming 1382. godine. Županu Ajia Adeu je dodijeljeno počasno prezime "Mu" i nasljedna vlast župana; naslov koji su potvrdili vladari dinastije Qing 1660. godine. Nasljedni župani Mu su bili odgovorni za povećanje i uljepšavanje njihova središta u cijelom tom razdoblju.
God. 1723. carski dvor je promijenio svoju politiku i domaće župane su zamijenili imenovani. Prvi ne-nasljedni župan, Yang Bi, stigao je sljedeće godine i započeo s izgradnjom ureda prefekture, vojarne, te obrazovne ustanove u podnožju planine Jinhong. Lijiang županija je nastala kao dio Lijiang Junmin prefekture 1770. godine, a preživjela je sve do kada 1912. godine kada ju je ukinula nova republikanska vlast. Lijiang je nastavio djelovati kao administrativno središte sve dok Lijiang Naxi nije postao autonomna županija.
Ovo područje je sklono potresima, a grad je pretrpio štetu u nekoliko navrata: 148.1, 1515., 1624., 1751., 1895., 1933., 1951., 1961., 1977., i nedavno 3. veljače 1996. godine. Štete i gubitak života su bili teški, osobito u potresu 1951. godine.

## Znamenitosti
Stari grad Lijianga (古城, Gǔchéng) je izgrađen na padini planine koja se pruža od sjeverozapada do jugoistoka gdje teče duboka rijeka. Sjeverni dio grada je bio trgovačko središte odakle se glavne ulice zrakasto šire do velike ulice "Sifangjie", koja je dugo bila komercijalno i trgovačko središte sjeverozapadnog dijela provincije Yunnan. Na zapadnoj strani Sifangjie je impozantan trokatni slavoluk Kegongfang ("Carska pregledna vrata"), koji je uokružen zapadnim i središnjim rijekama.
Zapori na bivšim razinama ulica su se koristili za pranje ulica, jedinstven oblik općinskih komunalija. Ulice su popločane s pločama sitnozrnastog crvenog kamena breccia. Voda odavde teče do mosta Shuangshi gdje se grana u tri pritoke. One su spojene mrežom kanala i propusta za opskrbu vodom svake kuće u gradu. Ova opskrba vodom je dopunjena mnogim izvorima i bunarima u samom gradu. Sustav vodotoka ove složenosti zahtijevao je i veliki broj mostova različitih veličinai obilika (ukupno 354). Zbog toga je Lijiang prozvan "Grad mostova". 
Odlika Lijiang da je bogatstvo kulture Naxi manjine koji su razvili jedinstven arhitektonski stil koji je spoj elemenata Han i Zang arhitekture. Većina kuća su dvokatnice s Chuandoushi drvenim okvirima ispunjenima adobeom u prizemlju i daskama na katovima. Zidovi su izvana ožbukani i prekriveni vapnom ili gipsom, a tu su i često ploče opeka na kutovima. Kuće imaju popločane krovove i vanjski hodnik ili verandu. Posebna pažnja posvećena je uređenju kuće, osobito u lučnim ulazima (kojih ima više oblika), pregradnim rešetkastim zidovima, vanjskim hodnicima, vratimaa i prozorima, te dvorištima i krovnim gredama. Drveni elementi su savršeno izrezbareni s domaćim i kulturnim elemenatima: lončarijom, glazbenim instrumentima, cvijećem, pticama, itd. 
- Krovovi starog grada
- Most u Starom gradu
- Trgovine uz staru ulicu
- Ulaz u palaču obitelji Mu
- Naxi kuća

## Uprava
Grad Lijiang je podijeljen na jedan distrikt i četiri okruga, a sjedište uprave je u distriktu Gucheng.
| Zemljovid                                          | Zemljovid    | Zemljovid        | Zemljovid               | Zemljovid            | Zemljovid      | Zemljovid                   |
| -------------------------------------------------- | ------------ | ---------------- | ----------------------- | -------------------- | -------------- | --------------------------- |
| Gucheng Yulong Nakhi Yongsheng Huaping Ninglang Yi |              |                  |                         |                      |                |                             |
| #                                                  | Naziv        | Kineski          | Pinyin                  | Stanovništvo (2010.) | Površina (km²) | Gustoća stanovništva (/km²) |
| 1.                                                 | Gucheng      | 古城区           | Gǔchéng Qū              | 211.151              | 1.127          | 187                         |
| 2.                                                 | Yongsheng    | 永胜县           | Yǒngshèng Xiàn          | 392.024              | 5.099          | 77                          |
| 3                                                  | Huaping      | 华坪县           | Huápíng Xiàn            | 168.028              | 2.266          | 74                          |
| 4.                                                 | Yulong Nakhi | 玉龙纳西族自治县 | Yùlóng Nàxīzú Zìzhìxiàn | 214.697              | 6.521          | 33                          |
| 5.                                                 | Ninglang Yi  | 宁蒗彝族自治县   | Nínglàng Yízú Zìzhìxiàn | 258.869              | 6.206          | 42                          |

## Gradovi prijatelji
Lijiang ima ugovore o partnerstvu sa sljedećim gradovima:
| - Kazan Rusija - New Westminster Kanada - Preah Vihear Kamerun | - Roanoke SAD - Shepparton Australija - Takayama Japan |

## Vanjske poveznice
- Službena stranica grada  Arhivirana inačica izvorne stranice od 29. rujna 2008. (Wayback Machine) (engl.)
- Fotografije QT Luong-a